# Olof Rydh
Olof Gustaf Georg Rydh, född 11 november 1942, är en svensk tidigare ämbetsman och socialdemokratisk politiker. Han var statssekreterare i Industridepartementet 1985-91. Han var senare verkställande direktör för Förvaltnings AB Fortia och från 1996 generaldirektör för Sveriges geologiska undersökning (SGU). År 1999 utnämndes Rydh till generaldirektör för Exportkreditnämnden, en befattning han innehade till 2007.